# Ла Касита-Гарсијасвил (Тексас)
Ла Касита-Гарсијасвил (енгл. La Casita-Garciasville) град је у америчкој савезној држави Тексас.

## Демографија
По попису из 2000. године број становника је 2.177.
| Група             | 2000.         | 2010.    |
| Белци             | 15 (0,7%)     | 0 (0,0%) |
| Афроамериканци    | 0 (0,0%)      | 0 (0,0%) |
| Азијати           | 0 (0,0%)      | 0 (0,0%) |
| Хиспаноамериканци | 2.158 (99,1%) | 0 (0,0%) |
| Укупно            | 2.177         | 0        |